# Gyttrad escobaria
Gyttrad escobaria (Escobaria sneedii) är en suckulent växt inom escobariasläktet och familjen kaktusväxter. Arten beskrevs 1923 av Nathaniel Lord Britton och Joseph Nelson Rose.

## Synonymer
- Escobaria leei (Rose) Boed.
- Escobaria sneedii ssp. leei (Boed.) D.R.Hunt